# Маршалл, Труди
Труди Маршалл (англ. Trudy Marshall, 14 февраля 1920 — 23 мая 2004) — американская актриса, мать актрисы Деборы Раффин.

## Биография
Гертруда Маршалл родилась в Бруклине, Нью-Йорк. Свою карьеру начала как модель для популярных журналов, рекламирующая сигареты «Chesterfield» и «Lucky Strike». Её карьера в кино началась в 1942 г., когда она подписала контракт с компанией 20th Century Fox. Наиболее известной стала её роль в военной драме «Салливаны» (1944), историю семьи, в которой все пятеро сыновей, сражаясь во Вторую мировую войну в американских войсках, погибают. Труди эффектно сыграла их сестру, которая после гибели братьев вступает в ряды Военно-морского флота.
В 1944 г. она вышла замуж за Филлипа Д. Раффина, с которым была вместе до его смерти в 1981 г.
В 1950-е гг. она стала редко сниматься в кино, посвятив себя семье. Одной из последних её заметных ролей стала Мирна в фильме «Одного раза мало» (1975), в котором она снималась вместе с дочерью, начинающей актрисой Деборой Раффин. В 1980-е гг. она была ведущей своего собственного радио- и телевизионного шоу, в котором она общалась с звёздами, частыми посетителями различных голливудских мероприятий.
Труди умерла от рака в Лос-Анджелесе на 85 году жизни.

## Избранная фильмография
- Одного раза мало (1975) — Мирна
- Я увижу тебя в моих снах (1951) — Фрэнки Мэйсон (в титрах не указана)
- Слишком много победителей (1947) — Филлис Хэмилтон
- Бостонский Блэки и закон (1946) — Айрин
- Драгонвик (1946) — Элизабет ван Борден
- Сестры Долли (1945) — Ленора Болдуин
- Роджер Туи, гангстер (1944) — Глория
- Вашингтонские дамы (1944) — Кэрол Нортрап
- Салливаны (1944) — Женевьев Салливан
- Небеса могут подождать (1943) — Джейн ван Клиф (в титрах не указана)
- Опасное погружение (1943) — Телефонистка (в титрах не указана)
- Жены оркестрантов (1942) — Ирен (в титрах не указана)